# Kolbai Károly
Kolbai Károly (Pozsony, 1901. augusztus 16. – Budapest, 1972. november 25.) mezőgazdász, egyetemi tanár, a mezőgazdasági tudományok doktora (1952), Kossuth-díjas (1957).

## Életpályája
Oklevelét 1920-ban a magyaróvári Gazdasági Akadémián szerezte. Ugyanitt lett gyakornok, majd 1924-től tanársegéd, 1927-től segédtanár. 1931-től a keszthelyi Gazdasági Akadémián a növénytermesztés tanára. Rövid budapesti működése után 1949-től a gödöllői Agrártudományi Egyetem tanára, 1957-től 1960-ig rektora is volt. 1968-ban vonult nyugalomba. 
Budapesten hunyt el 71 évesen, 1972. november 25-én.

## Munkássága
Kutatási területei: a legelő- és rétgazdálkodás kérdései, a fedőlapos szervestrágya-kezelés, a lucernanemesítés és magtermesztés, a gyepes vetésforgó, az ikersoros kukoricatermesztés problémái.
Jelentős a szakirodalmi munkássága is. Több száz tanulmánya, illetve cikke jelent meg. Növénytermesztéstani egyetemi jegyzeteket is írt.
Munkásságát 1953-ban a Munka Vörös Zászló Érdemrendjével ismerték el.

## Főbb munkái
- Az Alföld takarmányszükségletének fedezése (Debrecen, 1926)
- Új gyepek telepítése magvetéssel (Keszthely, 1940)
- A helyes talajművelés (Budapest, 1941)
- Gödöllői ikersoros kukoricatermesztés (Budapest, 1957)
- A kukorica szerepe növénytermesztésünk belterjességének növelésében (Budapest, 1959)
- A füvesvetésforgós földművelési rendszer elvi tanulságai hazánkban (Budapest, 1962)